# Euchlaena obtusaria
Euchlaena obtusaria là một loài bướm đêm trong họ Geometridae.